# Iglesia de San Miguel Arcángel (Santiago de Chile)
La Iglesia de San Miguel Arcángel es un templo de la iglesia católica, ubicado en la comuna de San Miguel, Santiago, Chile. Pertenece al Decanato de San Miguel, Vicaría de la Zona Sur, del Arzobispado de Santiago. Actualmente es administrada por los marianistas.

## Historia
Lleva el nombre de San Miguel, porque entre los muchos conquistadores que llegaron a Chile, acudió al llamado de la aventura Gaspar Banda de Aguilar, acompañando a Diego de Almagro. Pero en 1535, cuando Banda retorna a su país, el Tribunal del Santo Oficio de la Inquisición lo persigue por hereje. Ante ello, Banda hizo una manda, es decir, un voto o promesa, a San Miguel Arcángel; como salió bien del proceso, elevó en su memoria una ermita en las tierras de la comuna, que en la actualidad se encuentra en la iglesia del mismo nombre, ubicada en la Gran Avenida, esquina calle Alcalde Pedro Alarcón. La parroquia fue fundada el 20 de septiembre de 1881, gracias a la donación de terrenos que hicieron Gregorio Mira Iñiguez y su esposa Mercedes Mena Alviz, dos grandes terratenientes y benefactores de la época. En 1911 se adquieren los confesionarios, hechos de madera de raulí, estilo gótico. Debido a un terremoto, la torre original del templo se derrumbó en 1919 y en el año 1930 se empieza a construir una nueva. Para 1985, el terremoto que acaeció en la zona central de Chile hizo que gran parte de la iglesia se desmoronara, dañando gran parte del templo y su torre. Las reparaciones comenzaron en mayo de ese mismo año. En abril de 1987, los feligreses saludaron al Papa Juan Pablo II al pasar frente a la parroquia. En 1993 se construye el actual campanario de metal y un año después se lleva a cabo el repintado de todo el exterior de la parroquia. En 2010, la iglesia resistió bien al terremoto aunque, igualmente, tuvo que ser reparada por daños mínimos.

## Párrocos
- P. Miguel León Prado 26.10.1881 - 05.1913
- P. José Ramón Calvo 05.1913 - 04.1921
- P. Manuel Valenzuela 04.1921 - 10.1935
- P. Luis Pérez Cotapos 10.1935 - 04.1941
- P. Marcos Calvo Muñoz 04.1941 - 03.1958
- P. Pedro Gilmartin. O.Carm. 03.1958 - 04.1966
- P. Albano Quinn O.Carm. 04.1966 - 09.1966
- P. José Malone O.Carm. 09.1966 - 09.1967
- P. Santiago Jones O.Carm. 09.1966 - 09.1967
- P. Ignacio Mac-Intyre 1966 - 1967
- P. Florentino Martínez 09.1967 - 05.1969
- P. Arturo Arellano 05.1969 - 04.1971
- P. Enrique Bielza sm 04.1971 - 04.1974
- P. José Miguel Cañabate sm 04.1974 - 01.1977
- P. Álvaro Lapetra sm 01.1977 - 1980
- P. José Miguel Cañabate sm 1980 - 02-1984
- P. José Manuel Zabala sm 03.1984 - 02.1989
- P. José Miguel Cañabate sm 02.1989 - 03.1993
- P. José Manuel Zabala sm 03.1993 - 02.1996
- P. Enrique Bielza sm 02.1996 - 03.2002
- P. Miguel Ángel Ferrando sm vicario cooperador 1971 -
- P. Cipriano Gutiérrez sm. 03.2002 - 02. 2022
- P.José María Arnaiz 02/2022 a la fecha
- p. Enrique Bielza 02/2022 a la fecha

## Actividades principales
Pastoral Sacramental
- Catequesis familiar
- Pre-bautismal
- Pre-matrimonial
- Pastoral juvenil
- Catequesis de adultos

Pastoral de servicio
- Ministros de comunión
- Equipos de liturgia
- Hogar de Ancianas
- Contribución al 1% de la Iglesia

Oficina Parroquial
Movimientos apostólicos
- Legión de María
- Renovación Carismática